# シティーハンター (1993年の映画)
『シティーハンター』（原題: 城市獵人、英語題: City Hunter）は、1993年に公開された、香港のアクション映画。原作は北条司の同名漫画。

## 概要
北条司の漫画『シティーハンター』をジャッキー・チェン主演により香港を舞台に映画化した作品。ジャッキーがファンに「ジャッキーは冴羽獠（『シティーハンター』の主人公）に似ている」と言われたことがきっかけでこの映画の製作につながった。
香港アクション映画または「ジャッキー・チェン映画」として、原作から大胆に脚色されている。当時18歳だった後藤久美子は筋肉質の鍛えられた身体で、一部スタントつきながら激しいアクションを披露した。
作中で、当時流行していた『ストリートファイターII』のキャラに扮して戦うといったコメディ色の強いシーンがある。
ジャッキー演じる獠の吹き替えは、ジャッキーの吹き替えを持ち役とする石丸博也で、香の吹き替えには冨永みーなが起用されている。

## ストーリー
シティーハンターと呼ばれる超女好きの私立探偵である獠（ジャッキー・チェン）は、相棒の牧村が数十発もの銃弾を受けて死んだことで、牧村の妹の香（ジョイ・ウォン）を、妹として面倒見ることになる。少女だった香はみるみる成長し、獠の香を見る目は、女を見る目として変わっていた。しかし牧村と「香に手を出さない」という最期の約束をしたこため我慢していた。
ある日獠は、新聞社の社長の今村から仕事の依頼を受けた。今村は、年甲斐もなく再婚しようと決めた女性を娘の清子（後藤久美子）に紹介したら、怒って家出をして香港に行ったと言った。依頼の内容は獠に清子を傷つけないで連れ戻してほしいという事だった。
獠は早速、香と香港に着くと、清子はスケボー仲間と一緒にいるという情報を掴み公園を探す。すぐに清子は見つかるが、父の依頼と聞いた清子は、獠の事を仲間に「いやらしいことを言って言い寄ってくる変態だ」と言って逃げ、獠が追いかけようとするが仲間の一人が立ちはだかる。立ちはだかった仲間のスケボーを奪い清子を追いかけたことによって、清子、獠、スケボー仲間による三つ巴のスケボーチェイスがはじまる。
獠をまいた清子は洋服店に逃げ込み、店主を着衣室に誘って白いスーツを奪って逃げた。そのポケットの中には『ふじ丸』という客船の招待状が入っていた。香も招待状をもっており、獠への誕生日プレゼントとして一緒に行こうと誘おうとしたが、スケボー仲間をまくも清子を見失いアジトに戻った獠が数名の美女(実は敵)にだまし討ちを食らって襲われているのを、女遊びと勘違いして怒った香は従兄のロッキー（パル・シン）を誘って『ふじ丸』に乗り込んでいった。
獠は招待状がないため、荷物の中に隠れて乗り込む。『ふじ丸』には「ビック・マック」ことマクドナルド大佐（リチャード・ノートン）率いる強盗団と、強盗団を追う冴子（チンミー・ヤウ）と銀子（キャロル・ウェン）のコンビがいた。
一方、船内のカジノではギャンブルの帝王として知られるギャンブラー（レオン・ライ）が勝ちまくっていた。
その頃、マクドナルド大佐らは30人のセレブをピックアップして監禁した。そして他の客はマクドナルド大佐とバカラをやって、負けると射殺されるという余興に付き合わされていた。いよいよ香らの順番になった時、ギャンブラーが「私が代わろう」と言い、ギャンブラーは27連勝した。するとイカサマを指摘され、配下の男たちが銃で襲う。ギャンブラーはカード投げで配下の男たちを次々と倒していき、最後に投げたハートのＡのカードを冴子がキャッチした。
一方その頃、獠は一人で配下の男たちと闘っていた。香は筋骨隆々のキム（ゲイリー・ダニエルズ）の部屋に捕まっており、香が襲われようとした時、獠が助けにやってくるが、逆に、部屋に来たマクドナルド大佐に倒されてしまう。甲板で獠が処刑されようとしていた時、清子がやって来て「自分は新聞社社長の今村の娘で金持ちだ」と言って、獠を助ける。
逃げ出した二人は船の上で戦っているところに台湾の機動隊がやって来た。ギャンブラーと冴子たちは機動隊の総攻撃で船内に逃げ込んだ手下たちと闘っていた。ギャンブラーはトランプ投げで敵を圧倒するも両腕に銃弾を受けてしまう。冴子が銃で応援に入るが、残り一人になったところで弾切れになってしまう。
そこで冴子は先ほどから持っていたハートのＡのカードをギャンブラーに投げると、ギャンブラーはそのカードを蹴り飛ばして敵を倒す。そして、ロッキーを倒した獠はマクドナルド大佐との一騎討ちとなった。激闘の末マクドナルド大佐を倒した獠は、香と抱き合う。
香の一言で任務を思い出した獠は清子を探した。甲板で清子を見つけた獠は清子と抱擁した。このころには清子は獠に心を奪われていた。
あくる日、獠は今村社長に会っていた。社長室には清子と香もいたが、今村社長が二人で話したいと言って香と清子は部屋から出た。しかし秘書直通の内線電話がスピーカー状態になっていた。
清子が耳をすまして聞いていると、今村は清子を嫁にもらってくれと言い、引退後の自分の財産は全て婿にやると言った。それを聞いた香は怒って外に飛び出した。しかし獠は今村社長に、「ずっと独身でいたいから」と断りを入れる。そして部屋を出ると香が居ない事から、獠は一輪のバラの花を持って香を探した。
遊園地の前でやっと香を見つけ、獠は彼女の機嫌を取ろうとしていると、冴子が車でやって来て獠をディズニーランドに誘う。獠は香を放って冴子にバラの花を渡してしまう。怒った香は着ぐるみのマスコットが持っていた「100ｔハンマー」を奪い取り、獠を思いきり殴り飛ばすのだった。

## キャスト
役名（広東語での役名）……俳優（日本語吹替、英語吹替）
冴羽獠（孟波）……ジャッキー・チェン（石丸博也）
本編の主人公。原作同様に一流の射撃の腕前を持つが、本作では格闘シーンのほうが多い。また原作のような超人的な実力者という描写はなく、戦闘ではピンチシーンが多め。
今村清子……後藤久美子（岡本麻弥、ヴェロニカ・タイラー）
日本の大手新聞社の社長令嬢。母を亡くしており、父親が再婚するという話に反発をして家出をした。
槇村香（中村恵香）……ジョイ・ウォン（冨永みーな）
獠の相棒である槇村秀幸の妹。獠と出会った頃は幼い子供だったが、あっという間に大人へと成長した。
マクドナルド大佐……リチャード・ノートン（大塚明夫）
テロ組織のボス。終盤でステージのモニター裏に仕掛けた時限装置のリモコンを操作して獠を始末しようとするが、彼の機転でステージに立たされ、リモコンを踏まされ自爆した。
キム……ゲイリー・ダニエルズ（大塚芳忠）
テロ組織の幹部。筋肉質の男性。
野上冴子、TV放映時「ラン」（芽子）……チンミー・ヤウ（鶴ひろみ）
獠の知人。
銀子（芽子の助手）……キャロル・ウェン（佐々木るん）
ギャンブラー（高達）……レオン・ライ（大滝進矢）
ギャンブルの達人で、トランプ手裏剣も得意。中盤でテロリストたちと戦うも機関銃で両腕を撃たれて負傷。
ロッキー（大脚）……パル・シン（二又一成）
香の従兄。
槇村秀幸（中村）……マイケル・ウォン（目黒光祐）
獠の相棒。
- 日本語吹替：初回放送1994年11月12日『ゴールデン洋画劇場』

## スタッフ
- 監督・脚本：ウォン・ジン（王晶）[注釈 1][注釈 2]
- 製作総指揮：レイモンド・チョウ、レナード・ホー
- プロデューサー：チャイ・ラン、篠島継男
- 音楽：ジェームズ・ウォン
- 協力：ヤオハン、商船三井客船、三菱自動車工業

## 挿入歌
日本上映時のテーマソングは宇都宮隆の『Dance Dance Dance』。
劇中挿入歌として、日本のお笑いコンビとんねるずが歌う『ガラガラヘビがやってくる』を香港の音楽ユニット軟硬天師がカバーした『HAPPY HAPPY GALA GALA』が使用された。なお、エンドクレジットでは作曲が『TSUGUTOSHI GORO』 (原文ママ)、編曲が『YASUSHI AKIMOTO』と表記されている。

## その他
- 当時三菱自動車がジャッキーのスポンサーだった関係で、他のゴールデン・ハーベストでの主演作品同様に三菱車が登場する。（GTO[注釈 4]など）